# SPAR-museum

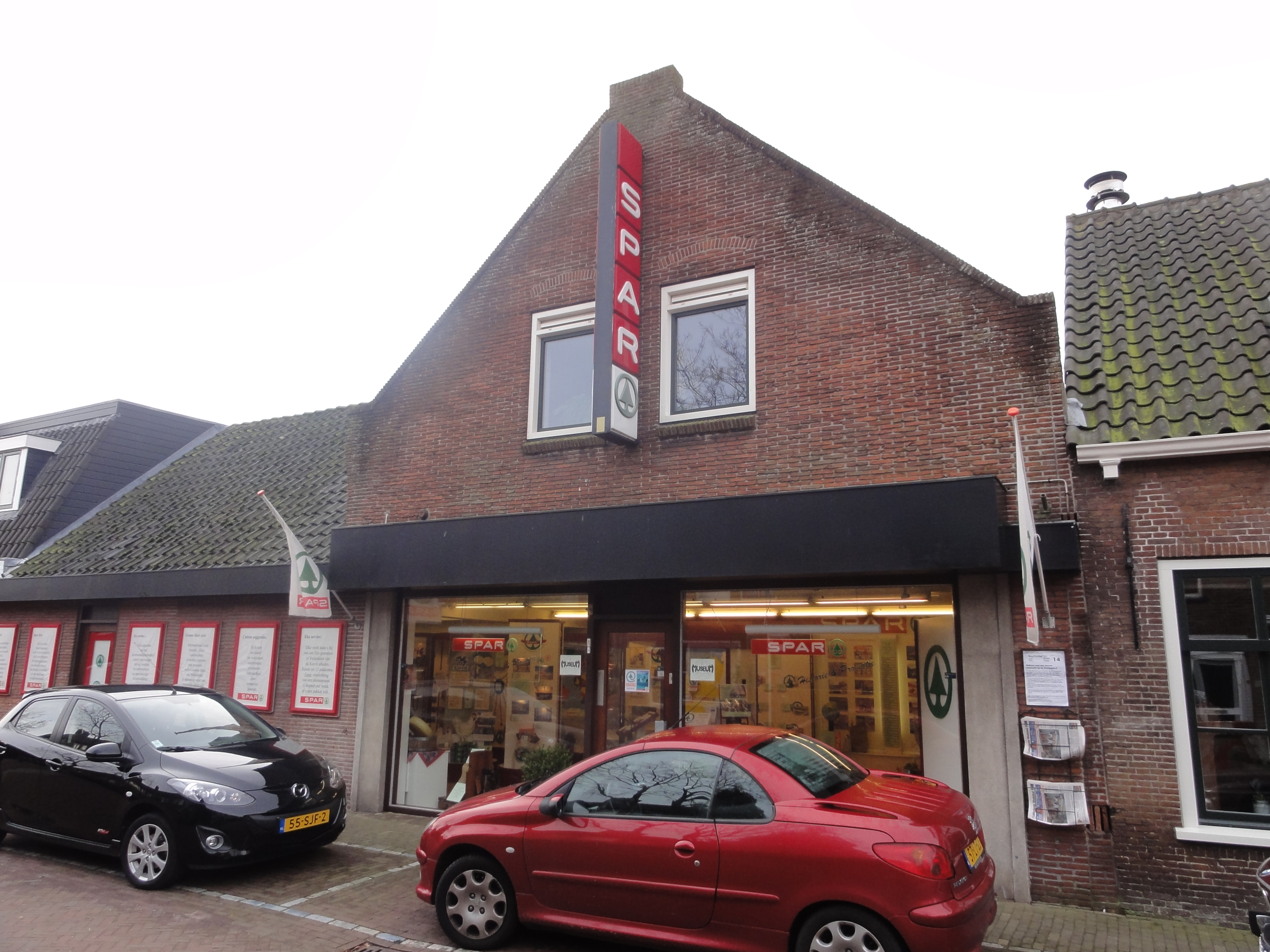
SPAR-museum tegenwoordig

Het SPAR-museum aan de Hoofdstraat 164-166 in de Zuid-Hollandse plaats Leiderdorp is een voormalige SPAR-winkel die door de laatste exploitant en eigenaar is omgebouwd tot een museumpje. Het is het enige SPAR-museum in Europa.

## Collectie
Het geheel door vrijwilligers gedragen museum heeft een grote collectie historisch winkelmaterieel, waaronder een uitstalling van de ontwikkeling van de winkelweegschaal en de kassa. Een ouderwets snoepwinkeltje is nagebouwd met 70 soorten snoep, die geleverd worden in een puntzak en na afweging in een oude weegschaal in rekening worden gebracht met een oude kassa. Op wandpanelen is de geschiedenis van de SPAR-organisatie uitgebeeld met foto's van winkelpanden, vrachtwagens, producten en verpakkingen door de jaren heen. Ook zijn alle (voormalige) winkelpanden aan de Hoofdstraat op schaal nagebouwd naar hun oorspronkelijke verschijning.

## Huisvesting
Het museum is gehuisvest in een voormalige SPAR-winkel die werd geopend in 1936 als een van de eerste ter wereld. Oorspronkelijk was het een dorpswinkel met toonbankbediening en daarna een Dorpssuper met zelfbediening. Toen de concurrentie met de grote supermarkten niet kon worden bijgehouden hebben de eigenaren hun zaak omgebouwd tot SPAR-museum. Zij wonen nog steeds boven het museum.